# Miguel Abensour
Miguel Abensour (1939-2017) fue un filósofo francés, profesor emérito de Ciencia política. Fue editor, junto a Pierre Clastres, Cornelius Castoriadis y Claude Lefort, de la revista francesa Libre durante la década de 1970. Ha explorado en su obra las huellas del pensamiento utópico y orientado sus investigaciones hacia la filosofía política

## Trayectoria
Miguel Abensour que se doctoró en ciencias políticas, fue profesor agregado de ciencia política. Enseñó en la Universidad de Reims (desde 1973), luego en la Universidad de París VII Denis Diderot (campus de XIII Distrito de París); además fue presidente del Colegio Internacional de Filosofía.
Participó en las revistas Textures, Libre y Tumultes. Director de la colección «Critique de la politique» (de la ed. Payot & Rivages) desde 1974, contribuyó a la recepción del pensamiento de la Escuela de Fráncfort en Francia.
Ha publicado numerosos artículos sobre Emmanuel Levinas, Claude Lefort, Saint-Just, socialismo utópico, (Pierre Leroux, William Morris), Louis Auguste Blanqui y sobre los representantes de Escuela de Fráncfort, especialmente Walter Benjamin.
En sus obras y en muchos artículos busca conciliar la idea de democracia —concebida como «democracia contra el Estado»— con la idea de utopía, un utopismo pensado desde la crítica de Emmanuel Levinas a la idea de Martin Buber de relación interindividual. Para él, como resalta, "la utopía no es la cuna del totalitarismo, sino que es el totalitarismo el féretro de la utopía": todos los totalitarismos del siglo XX se despojaron de entrada de los argumentos y tramas utópicas que parecían inicialmente alentarlos. "Sólo un necio toma al pie de la letra una utopía", sus sueños deben ser despojados de "las malezas del delirio y del mito".
Sobre su trabajo, véase el volumen: VV. AA., Critique de la politique. Autour de Miguel Abensour, dirigido por Anne Kupiec y Étienne Tassin, París, Sens & Tonka, 2006

## Obras
- Instructions pour une prise d'armes. L'éternité par les astres. Hypothèse astronomique et autres textes d'Auguste Blanqui, París, Tête de Feuilles, 1973, reed. en París, Sens & Tonka, 2000; con Valentin Pelosse.
- De la compacité: architecture et régimes totalitaires, París, Sens & Tonka, 1997.
- L'Utopie de Thomas More à Walter Benjamin, París, Sens & Tonka, 2000.
- Le Procès des maîtres rêveurs, Arlés, Sulliver, 2000.
- La Démocratie contre l'État: Marx et le moment machiavélien, París, Le Félin, 2004. Tr.: La democracia contra el Estado, Buenos Aires, Colihue, 1998. ISBN 950-581-195-0
- Rire des lois, du magistrat et des dieux: l'impulsion Saint-Just]], Lyon, Horlieu, 2005.
- Voces de la filosofía francesa contemporánea (junto con Alain Badiou, Patrice Vermeren, Patrick Vauday, Geneviève Fraisse, Claude Lefort), Buenos Aires, Colihue, 2005. ISBN 950-581-885-8
- Hannah Arendt contre la philosophie politique?, París, Sens & Tonka, 2006.
- Maximilien Rubel, pour redécouvrir Marx, con Louis Janover, París, Sens & Tonka, 2008.
- Pour une philosophie politique critique, París, Sens & Tonka, 2009. Tr.: Para una filosofía política crítica: Ensayos, Barcelona, Anthropos 2007. ISBN 978-84-7658-831-4
- El espíritu de las leyes salvajes: Pierre Clastres o una nueva antropología política, Buenos Aires, Ediciones del Sol, 2007. ISBN 950-9413-08-9
- Pour une philosophie politique critique, Paris, Sens & Tonka, 2009
- Le Procès des maîtres rêveurs (edición aumentada) / Utopiques I, Arlés, Les Editions de La Nuit, 2011.
- L’Homme est un animal utopique / Utopiques II, Arlés, La Nuit, 2010.